# Hans Krankl
Johann "Hans" Krankl (14. únor 1953, Vídeň) je bývalý rakouský fotbalista. Hrával na pozici útočníka.
Za rakouskou reprezentaci odehrál 69 utkání a vstřelil 34 branek. Je druhým nejlepším střelcem v dějinách rakouského národního týmu (po Toni Polsterovi). Hrál v jeho dresu na dvou světových šampionátech (1978, 1982).
S FC Barcelona vyhrál v ročníku 1978/79 Pohár vítězů pohárů. S Rapidem Vídeň hrál v sezóně 1984/85 finále tohoto evropského poháru. Stal se s ním dvakrát mistrem Rakouska (1981/82, 1982/83) a získal čtyři rakouské poháry (1975/76, 1982/83, 1983/84, 1984/85). S Barcelonou vybojoval španělský pohár (1980/81).
Roku 1978 získal Zlatou kopačku, ocenění pro nejlepšího ligového střelce Evropy (za 41 branek dosažených v jednom ročníku rakouské ligy). Čtyřikrát byl nejlepším střelcem rakouské ligy. Pětkrát se stal rakouským fotbalistou roku (cena Krone-Fußballerwahl deníku Kronen Zeitung) (1973, 1974, 1977, 1982, 1988). V anketě Zlatý míč, která hledala nejlepšího fotbalistu Evropy, bodoval třikrát. Roku 1978 skončil druhý, jen šest bodů za vítězem ankety Kevinem Keeganem. Roku 1979 byl patnáctý, roku 1977 šestadvacátý..
Po skončení hráčské kariéry se stal trenérem. V letech 2002-2005 vedl rakouskou reprezentaci. Roku 1999 získal cenu Bruno pro nejlepšího rakouského trenéra roku.